# Исследовательская станция «Петница»

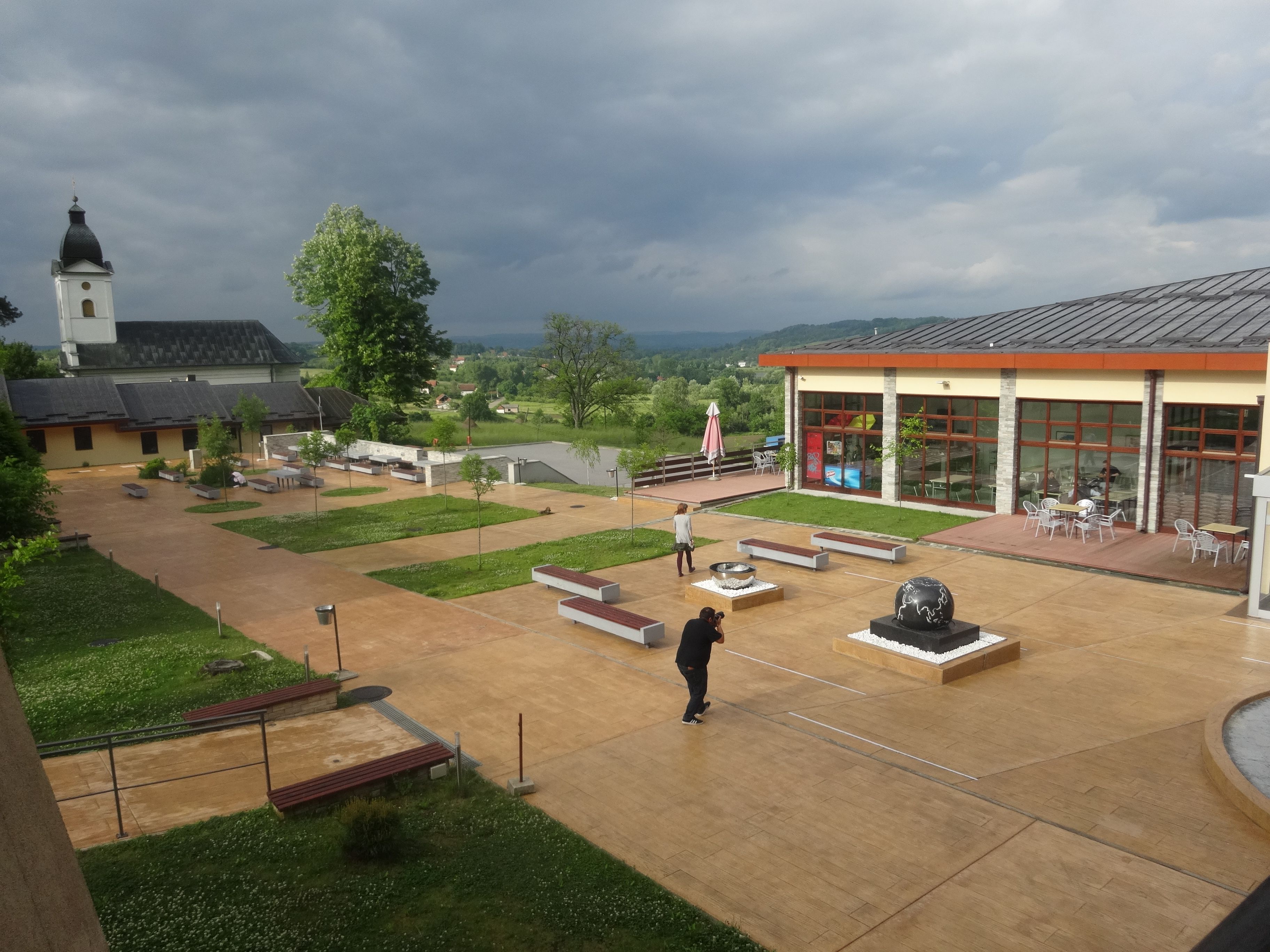
Двор станции «Петница»

Исследовательская станция «Петница» (серб. Истраживачка станица Петница / Istraživačka stanica Petnica) — независимое образовательное учреждение, научный центр, проводящий дополнительные учебные семинары для высокомотивированных школьников, студентов и преподавателей. Работает с 1982 года в посёлке Петница Колубарского округа Сербии.

## История

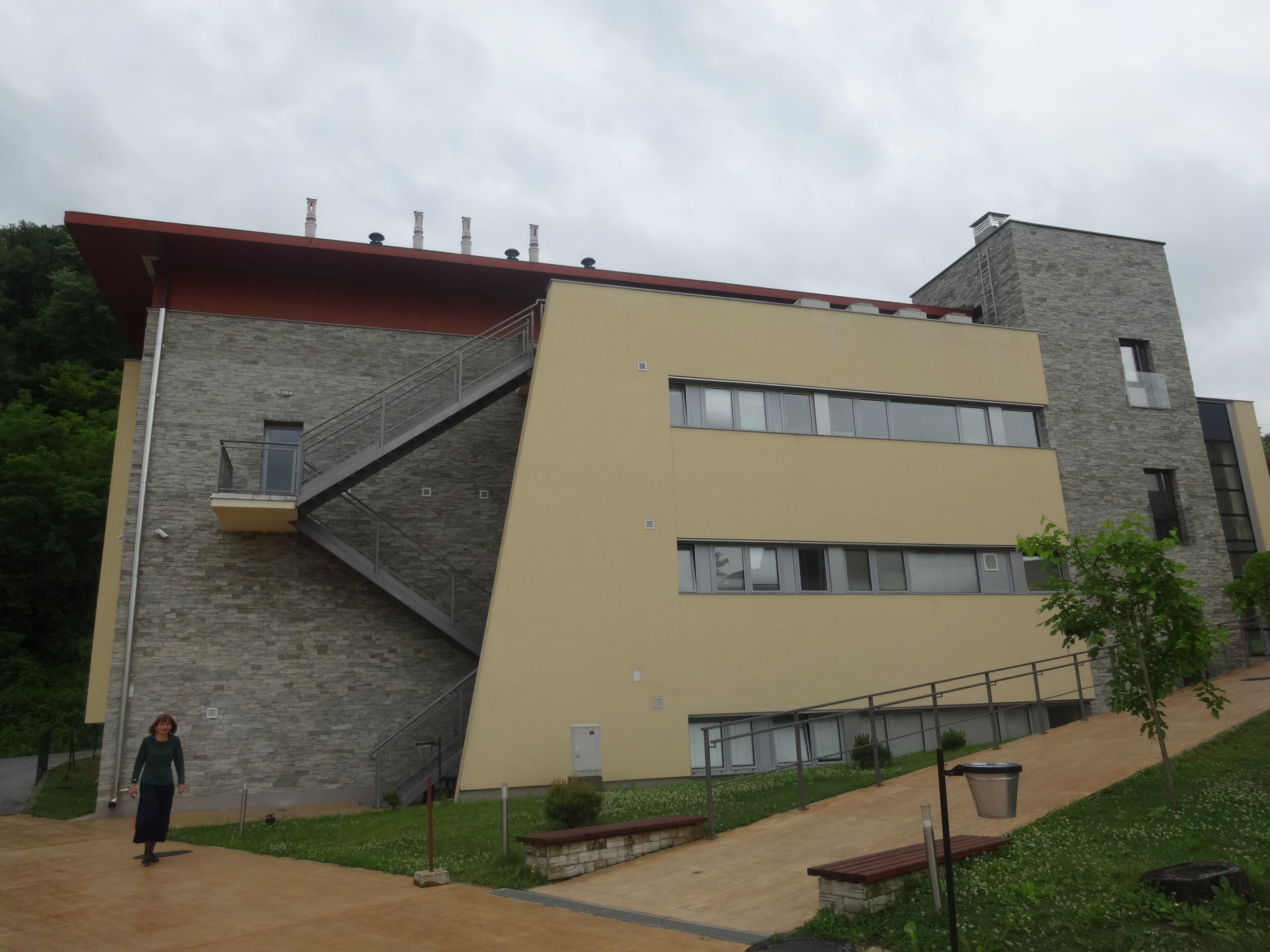
Лабораторный комплекс

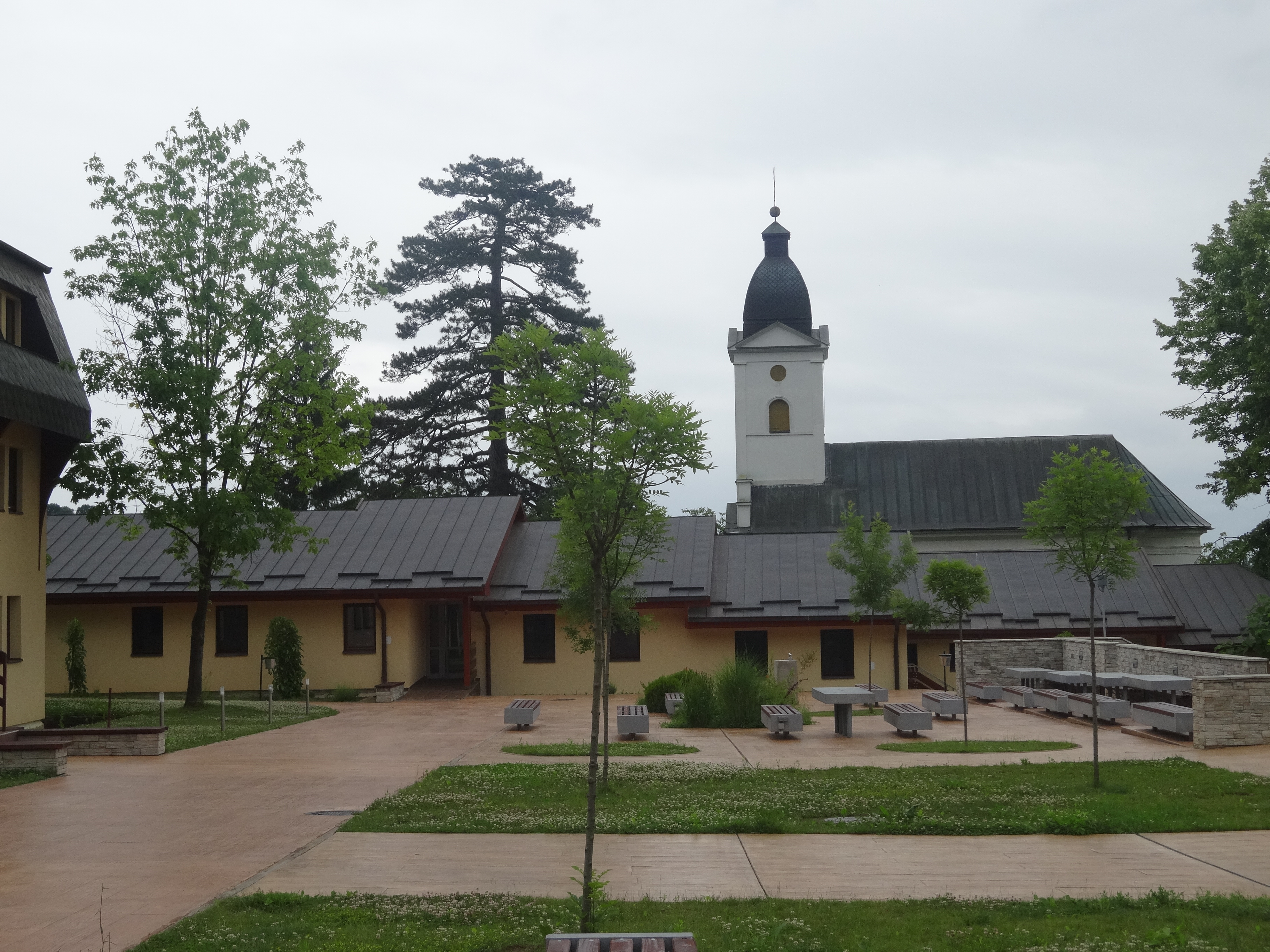
Здание библиотеки

Станция основана в 1982 году группой молодых исследователей, преподавателей и студентов, которые были недовольны существующей практикой подготовки научных кадров (один из основателей, Вигор Маич, впоследствии занимал должность заместителя министра образования и спорта Сербии). Таким образом, она стала первой независимой образовательной организацией на территории Югославии. Местом базирования станции выбрали небольшое поселение Петница, находящееся в семи километрах к юго-востоку от города Валево и в девяноста километрах к юго-западу от Белграда. Станция быстро приобрела популярность, став одним из престижнейших научных центров в регионе. Так, за первые два десятилетия своего существования «Петница» организовала около 2 тысяч семинаров, в которых приняли участие более 40 тысяч человек.

## Деятельность и характеристики
«Петница» занимается проведением сезонных семинаров для одарённых подростков, которые вышли за рамки стандартной общеобразовательной программы и хотят развиваться интенсивнее. В основном это ученики младших и старших классов школ с хорошей успеваемостью, но также на станции есть курсы для студентов вузов и молодых преподавателей. Обучение для граждан Сербии бесплатное, тогда как иностранные ученики имеют возможность приезжать сюда на платной основе. В зависимости от выбранных программ ученики изучают такие предметы как математика, физика, история, биология, астрономия, химия, геология, информатика, археология, антропология, медицина, лингвистика, психология и др. Руководство привлекает к чтению лекций профессиональных учёных, инженеров, сотрудников научно-исследовательских институтов, университетских профессоров.
В общей сложности учебный центр «Петница» занимает площадь в 7500 м² и включает шесть зданий: учебный корпус, административный корпус, жилой кампус, столовая, библиотека и лабораторное здание. Учебный корпус поделён на несколько аудиторий разного назначения и размера. Жилой кампус рассчитан на 170 человек, обычно ученики живут в комнатах по двое. Центр имеет астрономическую обсерваторию и семь специализированных лабораторий для проведения практических экспериментальных занятий, это лаборатории по биологии, биомедицине, химии, геологии, археологии, физике и электронике/компьютерным наукам.
Ежегодно станция организует более ста учебных курсов, за это время через неё проходят около 2,5 тысяч учащихся и учителей. Годовой бюджет организации составляет примерно 0,8 млн евро. Финансирование лишь на 40 % осуществляется за счёт государственного бюджета, грантов министерств образования, науки и молодёжи, тогда как остальные средства поступают от разрабатываемых в научном центре проектов, прямых пожертвований, спонсоров и взносов иностранных студентов. В частности, «Петницу» поддерживает финансово Нефтяная индустрия Сербии.